# 圣桑德尔
圣桑德尔（法語：Saint-Xandre，法語發音：[sɛ̃ sɑ̃dʁ]）是法国滨海夏朗德省的一个市镇，位于该省西北部，省会拉罗谢尔市区东北，属于拉罗谢尔区。

## 地理
圣桑德尔（46°12'17"N, 1°6'9"W）面积13.29 平方千米，位于法国新阿基坦大区滨海夏朗德省，该省份为法国西部滨海省份，北起旺代省，西临大西洋，南至吉倫特省，东南接多爾多涅省，东北接德塞夫勒省接壤，东临夏朗德省。
与圣桑德尔接壤的市镇（或旧市镇、城区）包括：滨海栋皮埃尔、马尔西伊、滨海尼约勒、皮爾博羅、圣旺多尼斯、圣苏勒、维勒杜。

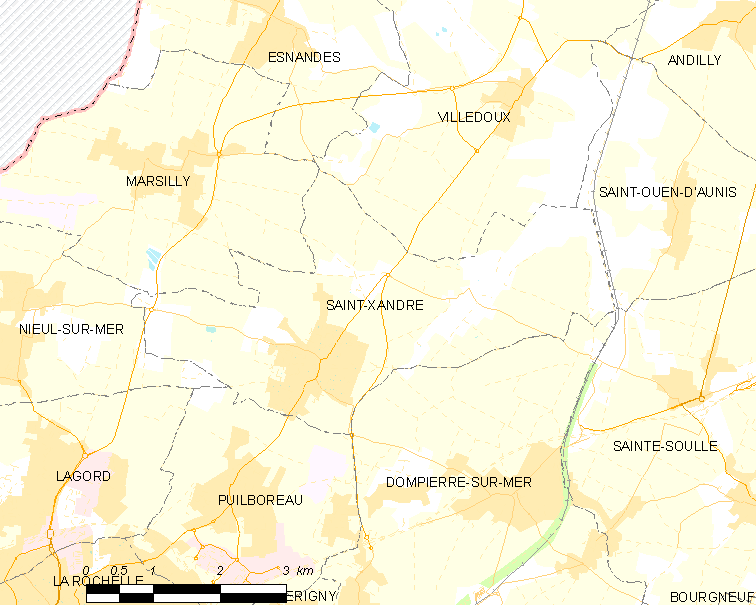
圣桑德尔的OSM定位图

圣桑德尔的时区为UTC+01:00、UTC+02:00（夏令时）。

## 行政
圣桑德尔的邮政编码为17138，INSEE市镇编码为17414。

## 政治
圣桑德尔所属的省级选区为拉戈尔县。

## 人口

1962-2008年间圣桑德尔人口变化图示

圣桑德尔于2022年1月1日时的人口数量为5531人。